# Roman à énigme
Le roman à énigme (ou parfois roman d'énigme) est un genre littéraire regroupant des romans et des nouvelles. Il se définit comme étant à la fois un sous-genre du roman policier (aussi appelé "polar" ou "rompol"), aux côtés du roman noir et du roman à suspense, mais également comme à l'origine de ce dernier. Il se trouve en effet à la naissance du genre et naît au cours du XIXe siècle, période durant laquelle la science évolue ; la confiance dans l'explication par la logique et la raison s'accentue. 
Le roman à énigme illustre cette évolution des mentalités. Il est, par ses codes, la représentation de la confiance dans la raison qui pourrait tout expliquer. Son intrigue repose généralement sur un meurtre au coupable inconnu, qu'il faut découvrir. Elle est centrée plus précisément sur trois questions : qui, comment, pourquoi ? Il faut donc pour y répondre reconstituer le déroulement des faits  par la logique.

## Histoire du roman à énigme

### Naissance
Comme tout genre littéraire, le roman à énigme n'est pas né ex nihilo et se développe à partir de tendances littéraires antérieures. Cependant, la critique s'accorde à entériner la naissance du genre aux trois nouvelles de l'écrivain américain Edgar Allan Poe : Double Assassinat dans la rue Morgue (1841), Le Mystère de Marie Roget (1843) et La Lettre volée (1845). On y trouve déjà en effet tous les éléments premiers du roman policier. Néanmoins, ces récits étant des nouvelles, le premier roman à énigme reconnu, au sens strict du terme, est L'Affaire Lerouge (1866) du français Émile Gaboriau. À la fin du XIXe siècle, Arthur Conan Doyle crée un nouveau personnage dans Une étude en rouge (1887) : il s'agit du fameux Sherlock Holmes qui s'impose comme l'image du détective face à l'énigme du roman, acquérant une renommée telle qu'il éclipse ses prédécesseurs.

### Développement
Le roman à énigme naît et se développe en pleine révolution industrielle : les villes s'agrandissent et s'enrichissent, apportant une nouvelle toile de fond pour ce nouveau type de récits. Un nouvel esprit scientifique se développe également : le positivisme par exemple, dérivé de la pensée d'Auguste Comte, considère en effet que seules la connaissance et l'étude des faits vérifiés par l'expérience scientifique peuvent décrire les phénomènes du monde. Cela explique l'émergence d'un genre littéraire où la recherche de la vérité structure le récit. 
La prise de conscience de l'existence du genre se situe au tournant des XIXe et XXe siècles : on le voit par exemple à la codification et la nomination du genre par les acteurs du livre. Le roman à énigme connaît donc un grand succès au début du XXe siècle et se développe en parallèle dans plusieurs pays. 
- En France avec, par exemple, des romans de Gaston Leroux comme Le Mystère de la chambre jaune (1907) ou Le Parfum de la dame en noir (1908).
- Au Royaume-Uni avec, par exemple, des romans d'Agatha Christie comme Le Meurtre de Roger Ackroyd (1926) ou Dix petits nègres (1939).
- Aux États-Unis avec, par exemple, des romans d'Ellery Queen comme Deux Morts dans un cercueil (1932) ou Le Mystère des frères siamois (1933).

## L'univers du roman à énigme

### L'espace romanesque

#### Un cadre restreint, rationnel et social
L'espace romanesque du roman à énigme se singularise par son caractère restreint. En effet, le cadre doit être limité afin de créer un environnement dont tous les aspects peuvent être connus. Ce cadre restreint va donc permettre la mise en place d'un espace créé par l'énigme et pour sa résolution.
L'un des aspects fondateurs du roman à énigme est la mise en avant de la rationalité des actions humaines. Poe a montré que les actes humains obéissent à des lois au même titre que les phénomènes physiques. Ils sont prévisibles, donc déductibles. La possibilité d'une déduction reconstitutive a posteriori souligne que le mystère est rationnel.
Le crime est une anomalie dans l'ordre social et la découverte du coupable, du pourquoi et du comment, rétablit l'ordre social malmené.

#### Les scènes
L'essentiel de l'action du roman à énigme se centre sur l'enquête du détective, donc sur une progression intellectuelle : on y retrouve généralement des scènes plus ou moins typiques et invariantes (chacune de ces scènes peut avoir plusieurs occurrences dans un récit).
- La scène du délit (meurtre, vol…) est la scène fondatrice du roman à énigme : en effet, sans délit pas de coupable à trouver donc pas d'énigme. Paradoxalement cette scène est le plus souvent occultée. Tout d'abord parce que le roman à énigme met rarement l'accent sur la violence (unique et isolé, le meurtre est un événement scandaleux). Ensuite, parce que la reconstitution du délit est le but de l'énigme posée par le roman, cela implique donc de laisser l'événement dans le secret.
- La scène de découverte de l'énigme et des d'indices, qui permet de poser l'énigme ou d'en faire évoluer les paramètres : l'auteur apporte des éléments de réponses que l'enquête doit compléter. Une deuxième occurrence de cette scène dans le récit peut ou éclaircir le mystère ou l'assombrir (dans le Mystère de la chambre jaune, le problème de la galerie inexplicable épaissit le mystère de la chambre jaune). Dans tous les cas, elle répond à un enlisement de la narration en relançant l'intrigue.
- La scène de l'interrogatoire : l'essentiel du texte réside dans les dialogues. D'une part, on peut y trouver des indices : des détails compromettants lâchés par mégarde ou une incohérence permettant de déceler le mensonge d'un suspect. D'autre part, on peut également y trouver la représentation du rapport de force entre l'enquêteur et les suspects. C'est en effet par la parole que se livre la joute intellectuelle entre l'enquêteur et le coupable[5].
- L'issue du roman à énigme est la scène où l'énigme est résolue et le mystère dévoilé : "La résolution d'une énigme policière passe par deux phases, concomitantes ou successives : la reconstitution de l'histoire du crime et la mise au jour du nom du coupable. Cette double issue semble cristalliser sur la fin du texte tout le potentiel de révélation accumulé par le roman[6]." L'issue du roman à énigme se caractérise par un regroupement de tous les protagonistes dans un même endroit : le raisonnement du détective doit être suivi, compris et accepté de tous.

### Les personnages
Les personnages du roman à énigme peuvent être perçus non comme des éléments individuels et libres mais comme des éléments interdépendants d'un même système : l'intérêt de chacun des personnages "n'est ni social ni psychologique mais fonctionnel". Les personnages ne sont présents que pour répondre au déroulement de l'intrigue : c'est par eux que se met en place l'énigme et le long chemin vers sa résolution. "Le récit classique place à l'initiale une victime, à la finale un coupable ; tout l'intervalle est occupé par la figure fascinante et centrale de l'enquêteur ou détective."

#### Victimes, coupables et suspects
La victime est l'initiale de l'intrigue : c'est parce qu'il y a victime qu'il y a enquête et donc énigme. Le coupable est quant à lui la finalité de l'intrigue : son identification est le but de la résolution de l'énigme.
- Le rôle de victime est paradoxalement très important et pourtant mineur.
- Le rôle de coupable est très variable et a été utilisé de manières très différentes par les auteurs de roman à énigme (coupable non humain[8], coupables multiples[9], coupable narrateur[10]…). Cette variété est une condition sine qua non à la dissimulation de l'identité du coupable : il n'existe pas de coupable type. Le coupable s'intègre dans la sphère sociale où l'événement prend place.
- Le rôle de suspect est moins fixe que ceux de victime, de coupable ou de détective. Il présente en effet une différence fondamentale : il est temporaire et disparaît à la fin de l'énigme, au contraire des trois autres. Il implique un doute : le suspect est à la fois innocent et coupable, et il le reste tant que l'énigme n'est pas résolue. Si la victime et le coupable créent l'enquête, c'est l'enquête qui crée le suspect.

#### Le détective
Le personnage principal du roman à énigme est souvent la figure emblématique du détective : la mission de résoudre l'énigme lui est dévolue. Ce dernier se place entre la victime et le coupable et doit créer par la réflexion une liaison entre les deux. Au contraire du coupable, le détective est souvent extérieur à la sphère sociale où le crime a eu lieu.
Le rôle du détective dans le roman à énigme est d'appliquer la réflexion aux faits constituants le crime et, par ses méthodes rationnelles, de faire la lumière sur l'affaire que personne d'autre que lui ne peut éclaircir.
"Il s'agit souvent d'un dilettante, d'un amateur éclairé même s'il peut tirer profit de cette activité. Original et parfois oisif, il est fréquemment hors de l'institution policière."
Mais ce personnage ne se limite pas à cette simple fonction et se démarque souvent par une personnalité et des caractéristiques fortes. Parmi les détectives de romans à énigme les plus connus on peut citer :
- C. Auguste Dupin d'Edgar Allan Poe
- Sherlock Holmes d'Arthur Conan Doyle
- Hercule Poirot et Miss Marple d'Agatha Christie
- Joseph Rouletabille de Gaston Leroux

Le personnage du détective est construit tout entier dans l'idée de la résolution de l'énigme policière : cela est visible dans la liste des connaissances et capacités de Sherlock Holmes dans Une Étude en rouge. Le détective apprécie les indices et les met en relation. Il trie les informations vraies des fausses et lie les éléments qui fonctionnent ensemble. Au fil du temps, l'idée de l'énigme se réduisant à un simple défi intellectuel, le personnage de l'enquêteur évolue vers le "armchair detective" (par exemple Hercule Poirot) : la réflexion prenant le pas sur l'action, les capacités physiques du détective s'amenuisent au profit de ses capacités intellectuelles.

## Caractéristiques du roman à énigme

### Construction

#### La structure
Le roman à énigme est construit autour de ce que l'on peut appeler une structure duelle régressive. "La structure du roman à énigme suppose en effet deux histoires". La première de ces histoires est celle du crime : elle est le plus souvent terminée et donc passée sous silence. La seconde de ces histoires est celle de l'enquête. C'est cette histoire, en cours, qui est contée dans le roman à énigme. Son but est précisément de reconstituer l'histoire du crime.

#### Un roman jeu
L'énigme conduit la construction de tout le roman. Elle est posée par le coupable au détective mais également par l'auteur au lecteur, ce qui en fait alors un roman jeu. Un crime a été commis et il s'agit, aussi bien pour le personnage de l'enquêteur que pour le lecteur, de découvrir qui est le coupable, comment il a agi (mode opératoire) et pourquoi (mobile) : ces trois questions sont les interrogations fondamentales de l'énigme. Le but du jeu pour le lecteur est de découvrir le coupable avant que le détective ne lui apporte la solution à la fin du récit.

### Le mystère de chambre close
Le problème de chambre close est un problème particulier d'un roman à énigme. Il s'agit d'un personnage ou d'un objet pénétrant ou sortant d'un espace d'apparence clos. Un des récits de chambre close les plus connus est Le Mystère de la chambre jaune mais il faut également citer, par exemple, des récits de John Dickson Carr comme La Chambre ardente ou Passe-passe.